# زي ليانغ
زي ليانغ (بالصينية: 徐亮) (12 أغسطس 1981 بشنيانغ في الصين - ) هو لاعب كرة قدم صيني في مركز الوسط. شارك مع منتخب الصين تحت 20 سنة لكرة القدم ومنتخب الصين تحت 23 سنة لكرة القدم ومنتخب الصين لكرة القدم. أما مع النوادي، فقد لعب مع شانغهاي غرينلاند شينهوا وغوانغجو إفرغراند تاوباو ونادي بكين سينوبو غوان ونادي شنجن وLiaoning F.C. ‏.

## وصلات خارجية
- زي ليانغ على موقع قاعدة بيانات كرة القدم.إي يو (الإنجليزية)
- زي ليانغ على موقع ناشيونال فوتبول تيمز (الإنجليزية)
- زي ليانغ على موقع Soccerway.com (الإنجليزية)
- زي ليانغ على موقع عالم كرة القدم.نت (الإنجليزية)